# Col Claudine

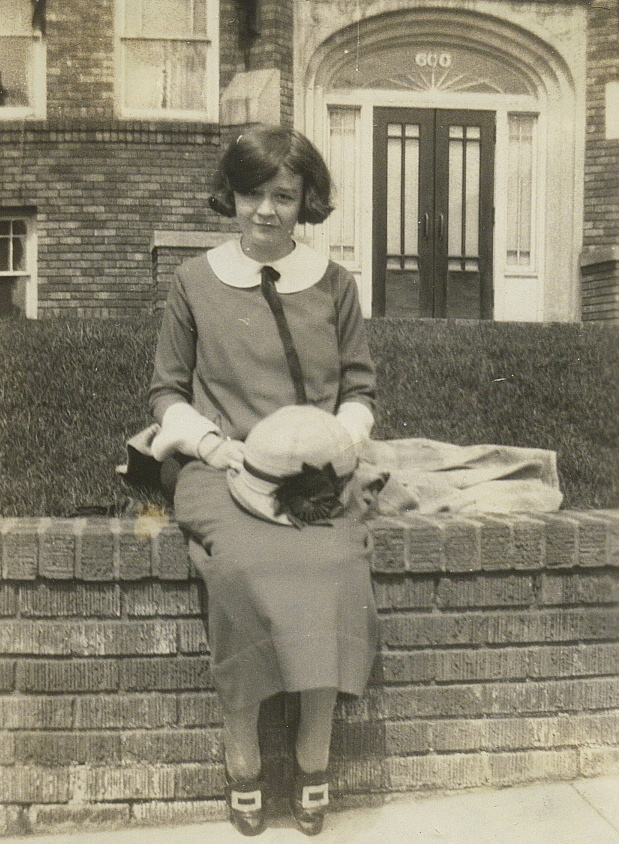
Une jeune fille avec un col Claudine en 1924.

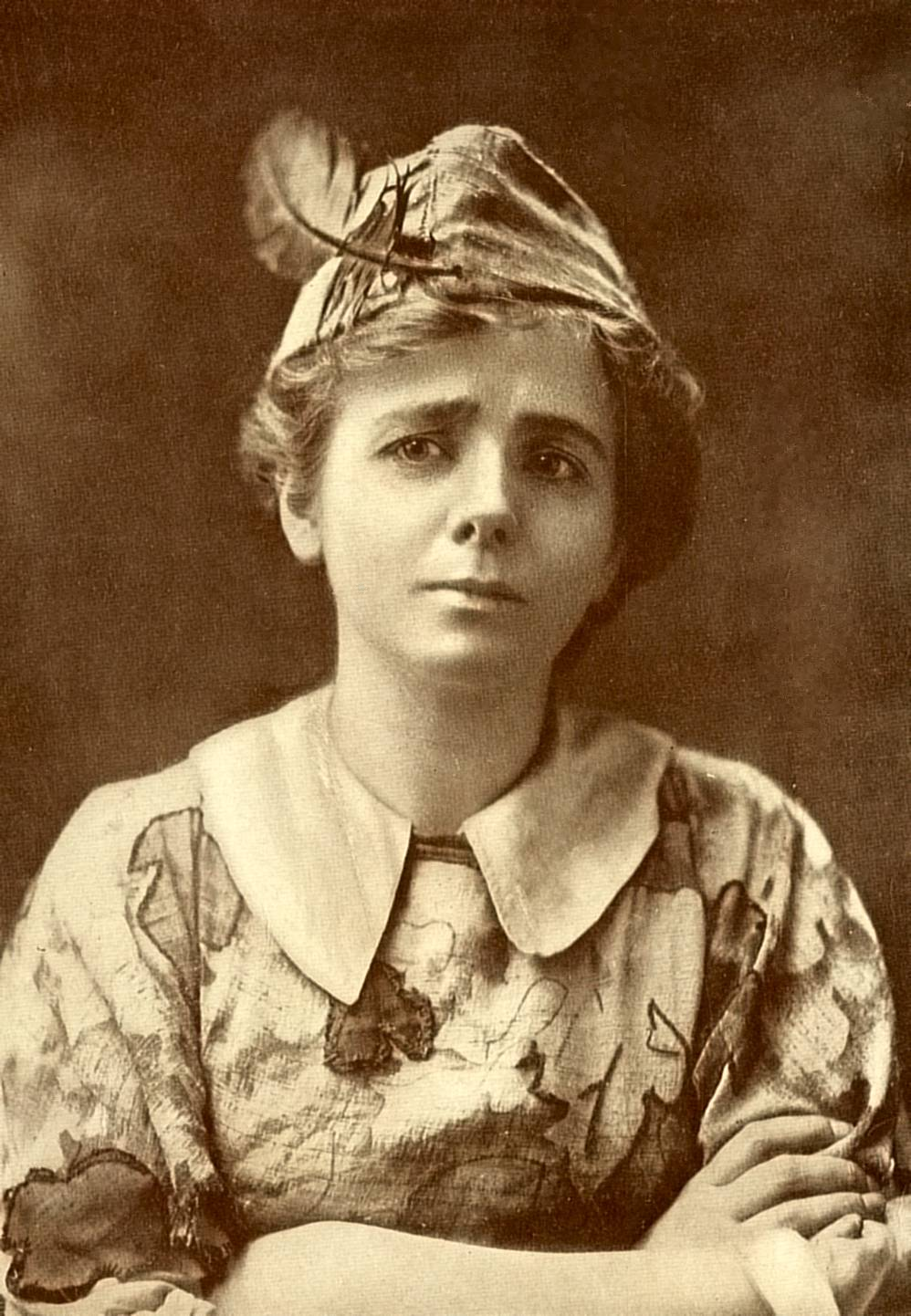
Maude Adams, en Peter Pan.

Le col Claudine, ou col Peter Pan pour les anglophones, ou cuello babero (col bavoir) pour les hispanophones ou Bubikragen pour les germanophones, est un terme populaire pour un type de col. Il correspond au col de la robe de Colette sur une couverture de son roman Claudine à l'école paru en 1900, ou à celui de Maude Adams dans son interprétation de Peter Pan en 1905, bien que cette forme ait été utilisée avant ces deux dates.

## Style
Le col Claudine est une forme de col plat et arrondi, associé à une encolure posée au ras du cou,. Il peut être également un accessoire autonome, fixé par exemple au col rond d'un pull-over, ou faire partie d'un chemisier,. 
Bien qu'il fasse partie de la mode féminine depuis les années 1900, ce col est principalement associé avec les vêtements pour enfants depuis les années 1920. Il est associé à une image rétro de l'enfant sage, ce qui peut permettre des clins d’œil stylistiques, en l'associant par exemple à un Perfecto, à un short ou à une minijupe.

## Historique
Dans les pays anglo-saxons, l'appellation col Peter Pan a pour origine un costume dessiné par John White Alexander et son épouse, en collaboration avec Maude Adams, pour la production de Peter et Wendy à New York, en 1905. Ni le livre ni la pièce théâtrale de James Matthew Barrie, ni la production originale de 1904 à Londres avec Nina Boucicault (qui portait une cape) n'avait eu recours à une création de style similaire. Bien que les mises en scène postérieures de Peter Pan ne comportaient pas ce type de col, il a constitué un succès de la mode aux États-Unis et au Royaume-Uni, et est resté associé au personnage.
Le col Claudine est antérieur. Il a aussi une origine littéraire, lié à un personnage de fiction,  puisqu'il fait référence au roman semi-autobiographique Claudine à l'école de Colette paru en 1900, Colette elle-même figurant sur une couverture du livre avec un vêtement recourant à cette forme de col,.
Il présente des similitudes avec le col utilisé dans les représentations du Petit Lord Fauntleroy en 1885, personnage de roman pour les enfants de Frances Hodgson Burnett, ou avec le costume de Buster Brown, le personnage créé par Richard Felton Outcault en 1902. Dans les années 1950, cette forme d'encolure effectue un retour remarqué grâce à l’actrice Audrey Hepburn qui en porte régulièrement. Nombre de célébrités des années 1960 adoptent ce col,.
En 2015, la chanteuse française Jain adopte le col Claudine comme attribut caractéristique[réf. nécessaire]. Ce type de col effectue d'ailleurs un retour remarqué et sous diverses formes dans les années 2020 par l'intermédiaire d'influenceuses.

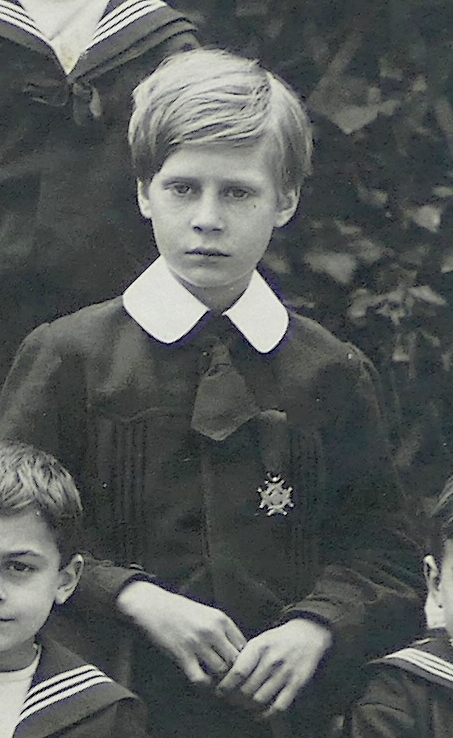
Élève vers 1905 avec col Claudine rapporté et croix du mérite scolaire.
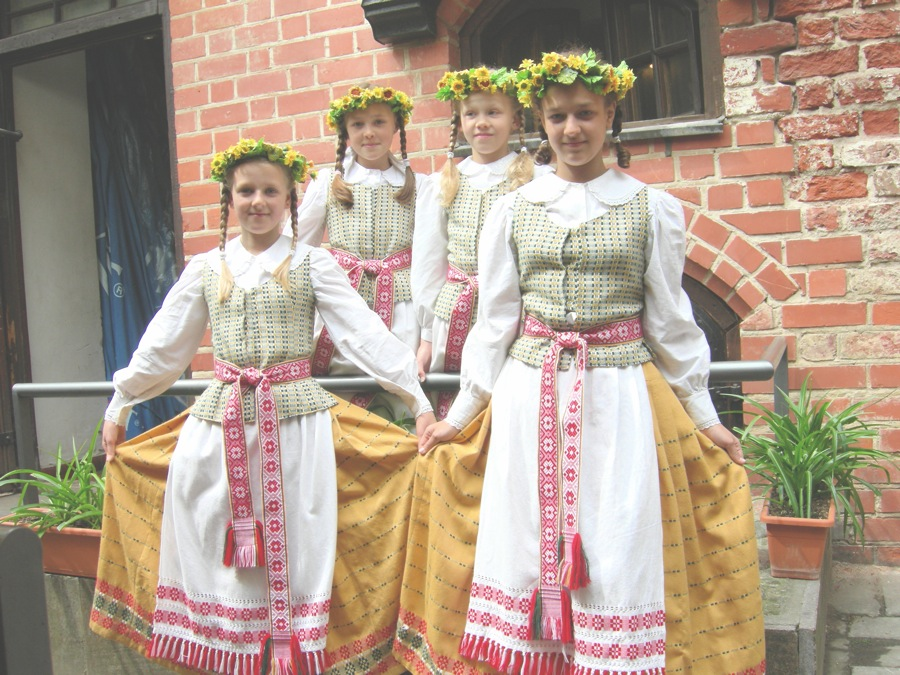
Robes traditionnelles lituaniennes avec des cols Claudine.
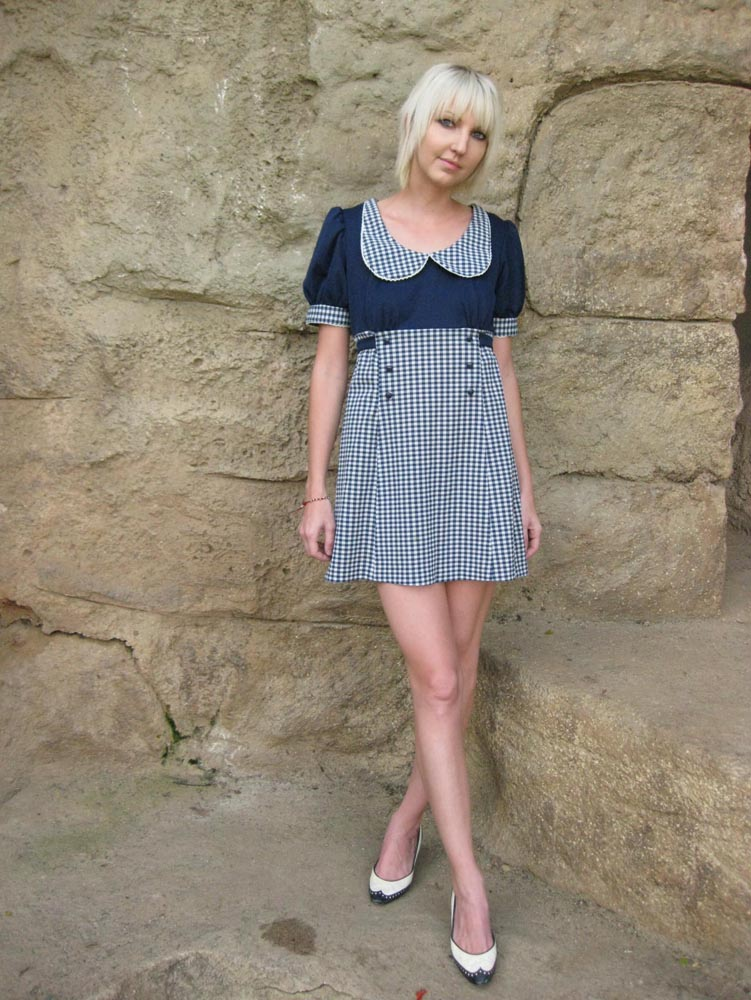
Style des années 1960.
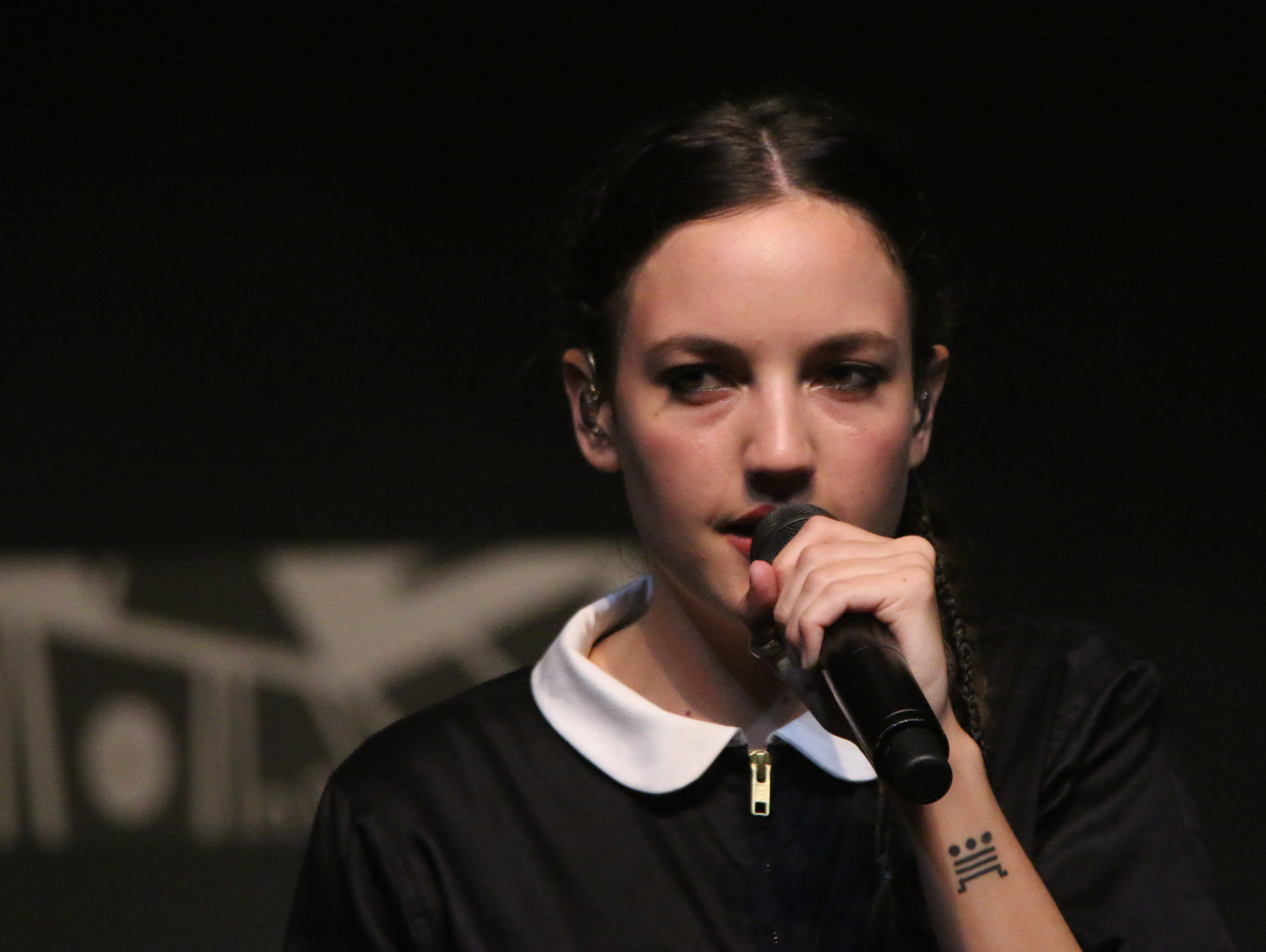
La chanteuse française Jain en 2016, portant l'un de ses caractéristiques cols Claudine.